# Muscisaxicola maculirostris
Muscisaxicola maculirostris е вид птица от семейство Tyrannidae.

## Разпространение
Видът е разпространен в Аржентина, Боливия, Еквадор, Колумбия, Перу и Чили.